# Miniopterus
Miniopterus (Bonaparte, 1837) è un genere di pipistrelli, unico genere della famiglia dei Miniotteridi.

## Descrizione

### Dimensioni
Al genere Miniopterus appartengono pipistrelli di piccole dimensioni, con lunghezza della testa e del corpo tra 40 e 78 mm, la lunghezza dell'avambraccio tra 34 e 59 mm, la lunghezza della coda tra 38 e 72 mm e un peso fino a 24 g.

### Caratteristiche ossee e dentarie
Il cranio presenta una scatola cranica elevata e tondeggiante, un rostro esile, con una leggera concavità longitudinale sulla superficie superiore e con la punta rivolta leggermente all'insù. Come nei vespertilionidi, le ossa pre-mascellari sono prive della porzione palatale. La cresta orbitale è bassa ma distinta, mentre le bolle timpaniche sono piccole. Il pre-sterno è molto sviluppato e rappresenta la maggior parte dell'osso sternale. La scapola presenta il coracoide diritto e diretto visibilmente in avanti. 
Sono privi dell'osso penico. Gli incisivi superiori sono bassi e robusti, con gli esterni più bassi degli interni. Gli incisivi inferiori sono tricuspidati. I canini sono sottili mentre il primo premolare superiore è insolitamente grande.
Sono caratterizzati dalla seguente formula dentaria:

### Aspetto
La pelliccia è corta e densa. Il colore del corpo è generalmente nero o marrone scuro, occasionalmente con delle macchie rossastre oppure completamente rossastro. Il muso è corto mentre la fronte è caratteristicamente bombata. Le orecchie sono relativamente corte e leggermente arrotondate, con una piega posteriore e con il lobo anteriore posto appena al disopra degli occhi. Il trago è corto, smussato e leggermente curvato in avanti. Il secondo e terzo metacarpo sono circa della stessa lunghezza, essendo il terzo distintamente più corto. La seconda falange del terzo dito è lunga quasi tre volte la prima. Ciò permette all'animale di ripiegare l'estremità dell'ala verso l'interno quando è a riposo. Le vertebre caudali sono lunghe, tra il 78% e il 113% della lunghezza della testa e del corpo. Le membrane alari sono attaccate posteriormente alla base del calcar, in maniera tale da formare una piccola tasca. 

### Ecolocazione
Emettono ultrasuoni a basso ciclo di lavoro con impulsi di breve durata a frequenza modulata, adatti alla predazione in spazi aperti.

## Distribuzione e habitat
Il genere è diffuso in Europa meridionale, Africa, Madagascar e in Asia fino all'Australia e alle Isole della Lealtà.

## Tassonomia
Il genere comprende le seguenti specie:
- Miniopterus aelleni[3]
- Miniopterus ambohitrensis
- Miniopterus australis
- Miniopterus brachytragos[4]
- Miniopterus egeri[5]
- Miniopterus fraterculus
- Miniopterus fuscus
- Miniopterus gleni
- Miniopterus griffithsi[6]
- Miniopterus griveaudi[3]
- Miniopterus inflatus
- Miniopterus macrocneme
- Miniopterus magnater
- Miniopterus maghrebensis
- Miniopterus mahafaliensis[4]
- Miniopterus majori
- Miniopterus manavi
- Miniopterus medius
- Miniopterus minor
- Miniopterus mossambicus
- Miniopterus natalensis
- Miniopterus nimbae
- Miniopterus paululus
- Miniopterus petersoni[7]
- Miniopterus phillipsi
- Miniopterus pusillus
- Miniopterus robustior
- Miniopterus schreibersii
- Miniopterus shortridgei
- Miniopterus sororculus
- Miniopterus srinii
- Miniopterus tristis
- Miniopterus wilsoni

M.africanus è considerata sottospecie di M.inflatus, mentre M.newtoni di M.minor.